# کوردومه
کُردُمِه (به فرانسوی: Cordemais) یک کمون (فرانسه) در فرانسه است که در لوآر-آتلانتیک واقع شده‌است. کُردُمِه ۳۷٫۱۵ کیلومتر مربع مساحت دارد.